# Église Saint-Rémi de Gizy
L'église Saint-Rémi de Gizy est une église située à Gizy, en France.

## Localisation
L'église est située sur la commune de Gizy, dans le département de l'Aisne.